# Loggins and Messina

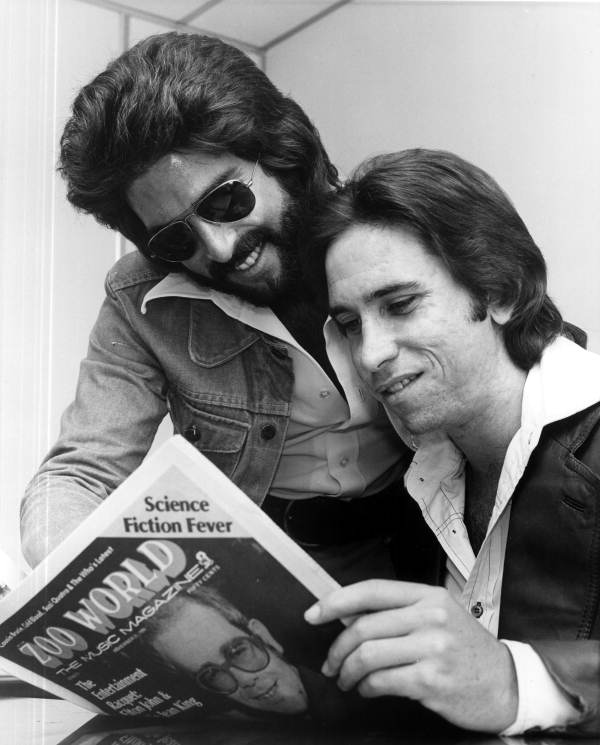
Kenny Loggins und Jim Messina, 1973 in Fort Lauderdale, Florida

Loggins and Messina war ein amerikanisches Pop- und Country-Rock-Duo der frühen 1970er Jahre, das aus dem Musiker und Musikproduzenten Jim Messina (* 5. Dezember 1947 in Maywood, Kalifornien) und dem Singer-Songwriter Kenny Loggins (* 7. Januar 1948 in Everett, Washington) bestand.

## Biografie
Messina, der zuvor u. a. Mitglied der Band Poco war, nun aber als unabhängiger Produzent für Columbia Records arbeitete, und der damals junge Sänger Loggins, der gerade einen Vertrag bei Columbia erhalten hatte, trafen sich 1970 in Los Angeles, um ein Soloalbum für Loggins zu produzieren. Die beiden nahmen einige Lieder in Loggins’ Wohnzimmer auf. Weil die Zusammenarbeit sehr intensiv war, entschied man sich, als Duo weiterzumachen. Um Loggins besser bei einem breiteren Publikum einzuführen, nutzte man den Namen des bereits bekannteren Messina und nannte das Projekt Loggins and Messina.
Das Debütalbum, das den Titel Sittin’ In erhielt, erschien 1971. Sein Erfolg führte dazu, dass das Duo weiterhin bestand. Bis zur Trennung im Jahr 1976 waren Loggins and Messina auf Tournee und es entstanden fünf weiteren Studio- und zwei Livealben. Die erfolgreichste Single des Duos, Your Mama Don’t Dance vom 1972er Album Loggins and Messina, erreichte Platz 4 der amerikanischen Hitparade und wurde mit Gold ausgezeichnet. Die erfolgreichsten Longplayer Full Sail, On Stage und Mother Lode (alle 1974), platzierten sich in den Top 10 der US-Charts.
Beide Protagonisten trieben ab 1977 ihre Solokarrieren voran. 2005 tourten sie wieder gemeinsam durch die Vereinigten Staaten.

## Diskografie

### Studioalben
| Jahr | Titel               | Höchstplatzierung, Gesamtwochen, AuszeichnungChartsChartplatzierungen (Jahr, Titel, Platzierungen, Wochen, Auszeichnungen, Anmerkungen) | Anmerkungen                |
| Jahr | Titel               | US | Anmerkungen                |
| ---- | ------------------- | --- | -------------------------- |
| 1973 | Sittin’ In          | US70 Platin · (113 Wo.)US | Erstveröffentlichung: 1971 |
| 1973 | Loggins and Messina | US16 Platin · (61 Wo.)US | Erstveröffentlichung: 1972 |
| 1974 | Full Sail           | US10 Platin · (49 Wo.)US | Erstveröffentlichung: 1973 |
| 1974 | Mother Lode         | US8 Gold · (29 Wo.)US |                            |
| 1975 | So Fine             | US21 (13 Wo.)US |                            |
| 1976 | Native Sons         | US16 Gold · (17 Wo.)US |                            |

### Livealben
| Jahr | Titel    | Höchstplatzierung, Gesamtwochen, AuszeichnungChartsChartplatzierungen (Jahr, Titel, Platzierungen, Wochen, Auszeichnungen, Anmerkungen) | Anmerkungen |
| Jahr | Titel    | US | Anmerkungen |
| ---- | -------- | --- | ----------- |
| 1974 | On Stage | US5 Platin · (37 Wo.)US |             |
| 1977 | Finale   | US83 (8 Wo.)US |             |

### Kompilationen
| Jahr | Titel               | Höchstplatzierung, Gesamtwochen, AuszeichnungChartsChartplatzierungen (Jahr, Titel, Platzierungen, Wochen, Auszeichnungen, Anmerkungen) | Anmerkungen                |
| Jahr | Titel               | US | Anmerkungen                |
| ---- | ------------------- | --- | -------------------------- |
| 1977 | The Best of Friends | US61 ×2Doppelplatin · (12 Wo.)US | Erstveröffentlichung: 1976 |

Weitere Kompilationen
- 1980: The Best Of
- 1998: On Stage (2 CDs)
- 2005: The Best: Loggins & Messina Sittin’ In Again

### EPs
- 1972: None (mit Delaney & Bonnie)
- 1973: Bajibala

### Singles
| Jahr | Titel Album            | Höchstplatzierung, Gesamtwochen, AuszeichnungChartsChartplatzierungen (Jahr, Titel, Album, Platzierungen, Wochen, Auszeichnungen, Anmerkungen) | Anmerkungen |
| Jahr | Titel Album            | US | Anmerkungen |
| ---- | ---------------------- | --- | ----------- |
| 1972 | Vahevala               | US84 (5 Wo.)US |             |
| 1972 | Nobody but You         | US86 (2 Wo.)US |             |
| 1972 | Your Mama Don’t Dance  | US4 Gold · (16 Wo.)US |             |
| 1973 | Thinking of You        | US18 (13 Wo.)US |             |
| 1973 | My Music               | US16 (13 Wo.)US |             |
| 1974 | Watching the River Run | US71 (6 Wo.)US |             |
| 1975 | Changes                | US84 (2 Wo.)US |             |
| 1975 | Growin’                | US52 (7 Wo.)US |             |
| 1975 | I Like It Like That    | US84 (2 Wo.)US |             |
| 1975 | A Lover’s Question     | US89 (2 Wo.)US |             |

Weitere Singles
- 1972: Danny’s Song
- 1972: Angry Eyes
- 1972: Just Before the News
- 1972: Peace of Mind
- 1975: Creciendo
- 1976: Peacemaker
- 1976: Pretty Princess